# 정려원
정려원(鄭麗媛, 1981년 1월 21일~)은 대한민국에서 활동하는 한국계 오스트레일리아인 출신의 배우로, 전직 가수 출신이다. 걸 그룹 《샤크라》의 구성원으로 데뷔했다.
1992년 부모님이 오스트레일리아(호주)의 브리즈번으로 이민을 가면서 어린 나이에 오스트레일리아로 갔고, 1999년 대한민국에 교환학생 신분으로 들어 왔다가 강남역 인근 오락실에서 당시 소속사 사람들 눈에 띄어 가수 제안을 받고 오디션에 합격해 2000년 걸 그룹 샤크라의 멤버로 데뷔했다. 그 후 연기자로는 드라마 《내 이름은 김삼순》에서 김선아, 다니엘 헤니와 함께 호연을 펼치며 연기자로 도약하였다. 2004년 샤크라에서 탈퇴 후 배우로 전향했다.

## 학력
- 서울중평초등학교 (이민)
- 로버트슨 주립 초등학교 (졸업)
- 맥그리거주립고등학교 (졸업)
- 그리피스 대학교 국제경영학과 (중퇴)

## 출연 작품

### 드라마
| 연도   | 방송사                                       | 제목                                    | 역할       | 비고   |
| ------ | -------------------------------------------- | --------------------------------------- | ---------- | ------ |
| 2002년 | KBS2                                         | 아침드라마 《색소폰과 찹쌀떡》          | 박자남     |        |
| 2002년 | SBS                                          | 시트콤 《똑바로 살아라》                | 정려원     |        |
| 2003년 | SBS                                          | 시트콤 《똑바로 살아라》                | 정려원     |        |
| KBS2   | KBS 드라마시티 - 《수영장에서 만난 그녀 편》 | 희진                                    | 단막극     |        |
| MBC    | 국방홍보원 공동제작 특집극 《아르곤》        | 권수현                                  |            |        |
| MBC    | 2004년                                       | 추석특집극 《아버지의 바다》            | 주홍       |        |
| MBC    | 2005년                                       | 주간시트콤 《안녕, 프란체스카 시즌1~2》 | 엘리자베스 |        |
| MBC    | 2005년                                       | MBC 베스트극장 - 《매직 파워 알콜 편》  | 현정       | 단막극 |
| MBC    | 2005년                                       | 수목드라마 《내 이름은 김삼순》         | 유희진     |        |
| MBC    | 2005년                                       | 수목드라마 《가을 소나기》              | 박연서     |        |
| MBC    | 2006년                                       | 월화드라마 《넌 어느 별에서 왔니》      | 김복실     |        |
| 2009년 | SBS                                          | 퓨전대하사극 《자명고》                 | 자명(뿌쿠) |        |
| 2012년 | SBS                                          | 월화드라마 《샐러리맨 초한지》          | 백여치     |        |
| 2012년 | SBS                                          | 월화드라마 《드라마의 제왕》            | 이고은     |        |
| 2013년 | SBS                                          | 월화드라마 《드라마의 제왕》            | 이고은     |        |
| MBC    | 수목드라마 《메디컬 탑팀》                   | 서주영                                  |            |        |
| 2015년 | tvN                                          | 월화드라마 《풍선껌》                   | 김행아     |        |
| 2017년 | KBS2                                         | 월화드라마 《마녀의 법정》              | 마이듬     |        |
| 2018년 | SBS                                          | 월화드라마 《기름진 멜로》              | 단새우     |        |
| 2019년 | JTBC                                         | 월화드라마 《검사내전》                 | 차명주     |        |
| 2022년 | Disney+ Hotstar                              | 드라마 《변론을 시작하겠습니다》        | 노착희     |        |
| 2024년 | tvN                                          | 토일드라마 《졸업》                     | 서혜진     | 16부작 |

### 영화
| 연도   | 제목                    | 역할               | 비고     |
| ------ | ----------------------- | ------------------ | -------- |
| 2002년 | 《긴급조치 19호》       |                    | 특별출연 |
| 2005년 | 《B형 남자친구》        | 보영               |          |
| 2007년 | 《두 얼굴의 여친》      | 아니/하니/유리     |          |
| 2009년 | 《김 씨 표류기》        | 여자 김 씨(김정연) |          |
| 2011년 | 《적과의 동침》         | 박설희             |          |
| 2011년 | 《통증》                | 동현               |          |
| 2012년 | 《네버엔딩 스토리》     | 오송경             |          |
| 2018년 | 《게이트》              | 소은               |          |
| 미정   | 《하얀 차를 타는 여자》 | 도경               |          |

### 예능
| 연도   | 방송사   | 제목                          | 비고 |
| ------ | -------- | ----------------------------- | ---- |
| 2003년 | KBS2     | TV는 사랑을 싣고              |      |
| 2005년 | MBC      | 행복주식회사                  |      |
| 2005년 | MBC      | 신비한TV 서프라이즈           |      |
| 2005년 | MBC      | 섹션TV 연예통신               |      |
| 2007년 | O'live   | She's Olive, 정려원 in London |      |
| 2014년 | 스토리온 | 아트 스타 코리아              |      |
| 2015년 | On Style | 살아보니 어때?                |      |
| 2018년 | MBC      | 나 혼자 산다                  |      |
| 2018년 | JTBC     | 한끼줍쇼                      |      |
| 2018년 | SBS      | 미운 우리 새끼                |      |
| 2024년 | tvN      | 놀라운 토요일 도레미마켓      |      |

### 뮤직 비디오
| 연도 | 가수     | 제목          | 비고 |
| ---- | -------- | ------------- | ---- |
| 2008 | 에픽하이 | One           |      |
| 2010 | 거미     | 남자라서      |      |
| 2011 | 알렉스   | 미쳐보려 해도 |      |

### 라디오 프로그램
- 2014년 EBS FM 《EBS 책 읽는 라디오 낭독 시리즈》 - 낭독자

### 광고
- 2003년 롯데칠성음료 플러스마이너스 (황보와 함께 출연)
- 2005년 한국코카콜라 미닛메이드 후레쉬믹스 (다니엘 헤니와 함께 출연)
- 2005년 존슨앤드존슨 뉴트로지나 센스티브 폼 클렌저
- 2005년 남영비비안 비비안 카푸치노 볼륨
- 2005년 KGM 액티언
- 2005년 서한 이다음
- 2006년 한화종합화학
- 2006년 존슨앤드존슨 뉴트로지나 센스티브 폼 클렌저
- 2006년 엠플닷컴 (윤은혜와 함께 출연)
- 2007년 존슨앤드존슨 뉴트로지나 딥클린 에너자이징 폼 클렌저
- 2007년 존슨앤드존슨 뉴트로지나 딥클린 훼이셜 클렌저
- 2008년 배상면주가 산사춘
- 2008년 LG전자 휘센
- 2008년 한국타이어 XQ옵티마 노바
- 2008년 한국타이어 T스테이션
- 2008년 존슨앤드존슨 뉴트로지나 딥클린 포밍 클렌저
- 2008년 hy 하루야채
- 2008년 존슨앤드존슨 뉴트로지나 선블럭
- 2008년 케레스타
- 2009년 비오템 아쿠아 트리오
- 2013년 에스티 로더 더블웨어 파운데이션
- 2014년 한국P&G 다우니 아로마 쥬얼
- 2019년 백패커 아이디어스
- 2019년 LF화장품 아떼 비건 릴리프 선 에센스
- 2019년 LF화장품 아떼 더블 리프트 세럼
- 2020년 패스트캠퍼스 가벼운 학습지
- 2020년 삼성전자 취향가전 캠페인
- 2021년 트렌비
- 2021년 LF화장품 아떼 에센틱 트리트먼트 에센스
- 2021년 아떼 어센틱 립밤
- 2021년 헬릭스미스 큐비앤
- 2023년 캐딜락 XT4

## 그 밖의 활동

### 경력
- 2005년 제23회 MBC 창작동요제 공동진행
- 2007년 제1회 세계한인의 날 홍보대사
- 2011년 제10회 미장센 단편 영화제 멜로드라마부문 명예심사위원
- 2011년 한국관광 명예홍보대사
- 2013년 서울시립미술관 홍보대사

### 저서
- 2007년 《정려원의 스케치북》 (두란노, ISBN 9788953109209)

## 수상 및 후보
| 연도 | 시상식                                  | 부문                             | 작품                           | 결과 |
| ---- | --------------------------------------- | -------------------------------- | ------------------------------ | ---- |
| 2005 | MBC 방송연예대상                        | 쇼/버라이어티부문 여자 우수상    | 섹션TV 연예통신                | 수상 |
| 2005 | MBC 연기대상                            | 여자 우수연기상                  | 내 이름은 김삼순               | 수상 |
| 2006 | MBC 연기대상                            | PD상                             | 넌 어느 별에서 왔니            | 수상 |
| 2007 | 제28회 청룡영화상                       | 신인여우상                       | 두 얼굴의 여친                 | 수상 |
| 2008 | 제44회 백상예술대상                     | 영화부문 여자 신인연기상         | 두 얼굴의 여친                 | 후보 |
| 2008 | 제2회 Mnet 20's Choice                  | Hot 무비스타 여자부문            | 두 얼굴의 여친                 | 후보 |
| 2008 | 제4회 프리미어 라이징스타 아시안 어워드 | 신인여자배우상                   | 두 얼굴의 여친                 | 수상 |
| 2008 | 제1회 스타일 아이콘 어워즈              | 패셔니스타상                     | 빈칸                           | 수상 |
| 2009 | SBS 연기대상                            | 연속극부문 여자 연기상           | 자명고                         | 후보 |
| 2012 | 제48회 백상예술대상                     | 영화부문 여자 최우수연기상       | 통증                           | 후보 |
| 2012 | 제6회 Mnet 20's Choice                  | 20’s 드라마스타 여자부문         | 샐러리맨 초한지                | 후보 |
| 2012 | 제5회 코리아 드라마 어워즈              | 여자 최우수연기상                | 샐러리맨 초한지                | 후보 |
| 2012 | SBS 연기대상                            | 미니시리즈부문 여자 최우수연기상 | 샐러리맨 초한지, 드라마의 제왕 | 수상 |
| 2012 | SBS 연기대상                            | 10대 스타상                      | 샐러리맨 초한지, 드라마의 제왕 | 수상 |
| 2013 | 제2회 코파 & 니콘 프레스 포토 어워즈    | 포토제닉상                       | 빈칸                           | 수상 |
| 2013 | MBC 연기대상                            | 미니시리즈부문 여자 최우수연기상 | 메디컬 탑팀                    | 후보 |
| 2015 | 제30회 코리아 베스트드레서 스완 어워드  | 배우부문                         | 빈칸                           | 수상 |
| 2017 | KBS 연기대상                            | 여자 최우수연기상                | 마녀의 법정                    | 수상 |
| 2017 | KBS 연기대상                            | 미니시리즈부문 여자 우수연기상   | 마녀의 법정                    | 후보 |
| 2017 | KBS 연기대상                            | 베스트 커플상 (with 윤현민)      | 마녀의 법정                    | 수상 |
| 2018 | 제6회 아시아태평양 스타 어워즈          | 중편드라마부문 여자 최우수연기상 | 마녀의 법정                    | 후보 |
| 2018 | 제13회 숨피 어워즈                      | 올해의 연기상 여자부문           | 마녀의 법정                    | 후보 |
| 2018 | SBS 연기대상                            | 월화드라마부문 여자 최우수연기상 | 기름진 멜로                    | 후보 |
| 2019 | 제53회 납세자의 날                      | 모범납세자 서울지방국세청장 표창 | 빈칸                           | 수상 |
| 2021 | 제7회 아시아태평양 스타 어워즈          | 아이돌챔프 여자 인기상           | 검사내전                       | 후보 |
| 2022 | 제26회 부천국제판타스틱영화제           | 코리안 판타스틱 배우상           | 하얀 차를 탄 여자              | 수상 |
| 2024 | 제15회 코리아 드라마 어워즈             | 여자 최우수연기상                | 졸업                           | 수상 |
| 2024 | 제29회 소비자의 날 KCA 문화연예 시상식  | 시청자가 뽑은 올해의 배우상      | 졸업                           | 수상 |
| 2024 | 씨네21 올해의 시리즈                    | 올해의 여자배우                  | 졸업                           | 수상 |